# Glaucopsyche semicaeca
Glaucopsyche semicaeca är en fjärilsart som beskrevs av Heinrich 1938. Glaucopsyche semicaeca ingår i släktet Glaucopsyche och familjen juvelvingar. Inga underarter finns listade i Catalogue of Life.